# Storm de La Nouvelle-Orléans
Le Storm de La Nouvelle-Orléans (en anglais : New Orleans Storm) est un ancien club américain de soccer, basé à la Nouvelle-Orléans, en Louisiane, et fondé en 1993. Après trois saisons dans les premières ligues des United Soccer Leagues, le club évolue en A-League, la seconde division nord-américaine de 1997 à 1999 avant de cesser ses activités.

## Histoire

### Premières expériences en USISL
Le 12 mars 1993, le propriétaire des New Orleans Riverboat Gamblers, Donnie Pate, annonce la création de la franchise. Durant ses premières années, le Riverboat joue ses rencontres au Pan American Stadium, une enceinte pouvant accueillir jusqu'à 5 000 spectateurs au cœur du City Park de La Nouvelle-Orléans. Donnie Pate déclare également que Ken White devient le premier entraîneur du club avec Mike Jeffries comme adjoint. Avec un uniforme rouge, blanc et bleu, les Gamblers participent à leur première rencontre de saison régulière le 15 mai de cette même année contre les Birmingham Grasshoppers. L'équipe de La Nouvelle-Orléans évolue dans une division particulière de la USISL, la Southern Challenge Cup, un groupe de quatre équipes s'affrontant sur neuf journées afin de se préparer à une éventuelle intégration dans la ligue.
En 1994, les Gamblers rejoignent la division Midsouth où ils terminent à la seconde place, derrière les Louisville Thoroughbreds. Au mois de juillet, le nigérian Patrick Olalere, alors meilleur buteur de la franchise, devient le premier joueur des Gamblers à signer un contrat à un niveau supérieur lorsqu'il rejoint les Fort Lauderdale Strikers.
Pour sa saison 1995, la USISL décide de scinder ses compétitions en deux ligues, entre la Professional League (troisième division) et la Premier League (amateur). Les Gamblers sont ainsi inclus dans la division South Central de la Professional League. L'année suivante, la USISL se réorganise de nouveau avec l'apparition d'une troisième ligue, cette dernière faisant office de deuxième division nord-américaine. Les Gamblers se joignent alors à cette nouvelle ligue, la Select League et sa division Central. Dans le même temps, le club conclut un accord avec le Dallas Burn, franchise de Major League Soccer afin que la formation de La Nouvelle-Orléans devienne son équipe-école.

### La A-League avant la dissolution
En décembre 1996, les Riverboat Gamblers changent de nouveau de ligue quand la USISL et la A-League fusionnent pour former une nouvelle seconde division, la USISL A-League. L'équipe déménage de domicile par la même occasion, optant alors pour le Tad Gormley Stadium, un stade de 26 500 places dans le même environnement que le précédent. Dans sa nouvelle enceinte, l'équipe atteint la finale de sa division ainsi que le troisième tour de la US Open Cup, soit une campagne réussie.
En novembre 1997, Rob Couhig, propriétaire de la franchise de baseball des Zephyrs de La Nouvelle-Orléans, rachète les Gamblers à Donnie Pate et renomme le club en New Orleans Storm, déménageant l'équipe au Zephyr Field, bénéficiant seulement de 10 000 sièges mais disposant d'une surface de jeu naturelle tandis que le Tad Gormley Stadium était revêtu d'une surface artificielle. Le changement d'identité est complet lorsque les couleurs passent au violet, gris et noir afin de rappeler la relation aux Zephyrs.
Par la suite, en février 1998, Bill Jeffries obtient le poste d'entraîneur-adjoint au Chicago Fire et Daryl Shore, alors son second, devient l'entraîneur principal. En janvier 1999, Danny Rebuck, alors joueur dans l'effectif, le remplace à ce poste pour la saison avant, qu'en février 2000, Couhig annonce que le Storm suspend ses activités de manière définitive.

### Historique du logo

Logo de 1993 à 1997
Logo de 1997 à 1999

### Palmarès
| Compétitions nationales                                                                                                 |
| - En A-League : - Champion de la Central Division en 1997 - En USISL : - Vainqueur de la Southern Challenge Cup en 1993 |

## Saisons
| Année | Ligue               | Niveau     | Saison régulière            | Séries                        | Affluence | US Open Cup    |
| ----- | ------------------- | ---------- | --------------------------- | ----------------------------- | --------- | -------------- |
| 1993  | USISL (essai)       | [ note 1 ] | 1er, Southern Challenge Cup | Pas de séries                 |           | Non inscrit    |
| 1994  | USISL               | 3          | 2e, Midsouth                | Demi-finale de division       |           | Non inscrit    |
| 1995  | USISL Pro League    | 3          | 5e, South Central           | Non qualifié                  |           | Non qualifié   |
| 1996  | USISL Select League | 2          | 3e, Central                 | Premier tour                  | 1 491     | Non qualifié   |
| 1997  | A-League            | 2          | 1er, Central                | Finale de division            | 1 088     | Troisième tour |
| 1998  | A-League            | 2          | 4e, Central                 | Demi-finale de conférence     | 2 073     | Non qualifié   |
| 1999  | A-League            | 2          | 3e, Central                 | Quart de finale de conférence | 1 807     | Non qualifié   |

## Personnel

### Joueurs notables
| - Ricardo Blanchard - Chris Brown | - Eric Descombes - Ezra Hendrickson | - Avery John - Stern John | - Patrick Olalere - Daryl Shore |

### Entraîneurs
Pour les deux premières saisons, en 1993 et 1994, Ken White est l'entraîneur-chef des Gamblers avant que l'international américain Mike Jeffries prenne le relais de 1995 à 1998. Au cours de cette dernière saison, Daryl Shore prend le poste et ne reste que jusqu'à la fin de l'année. Pour sa dernière année d'existence, c'est Danny Rebuck qui mène l'équipe en A-League.

## Stades
- Pan American Stadium de La Nouvelle-Orléans (1993-1996)
- Tad Gormley Stadium de La Nouvelle-Orléans (1997)
- Zephyr Field de Metairie (1998–1999)